# Лозуватка (Полтавський район)
Лозува́тка — село в Україні, у Чутівській селищній громаді Полтавського району Полтавської області. Населення становить 292 осіб.

## Географія
Село Лозуватка знаходиться на лівому березі річки Чутівка, нижче за течією на відстані 4 км розташоване село Таверівка. Річка в цьому місці пересихає.

## Історія
12 червня 2020 року, відповідно до розпорядження Кабінету Міністрів України № 721-р «Про визначення адміністративних центрів та затвердження територій територіальних громад Полтавської області», село увійшло до складу Чутівської селищної громади.
19 липня 2020 року, в результаті адміністративно — територіальної реформи та ліквідації Чутівського району, село увійшло до складу новоутвореного Полтавського району.